# انریکه پرز
انریکه پرز (انگلیسی: Enrique Pérez؛ زاده ۱۳ اکتبر ۱۹۸۸) یک بازیکن فوتبال است.